# ビスレットゲームズ
ビスレットゲームズ（Bislett Games）は、ノルウェー・オスロのビスレット・スタディオンで例年6月に行なわれる陸上競技大会。ダイヤモンドリーグを構成する一大会であり、2009年まではIAAFゴールデンリーグの一大会として行なわれていた。エクソンモービルが大会を後援しており、エクソンモービル・ビスレットゲームズ（ExxonMobil Bislett Games）として知られている。日本ではビスレーゲームズ、ビスレー大会、あるいはオスロ国際、ダイヤモンドリーグオスロ大会、DLオスロなどとも表記される。

## 歴史

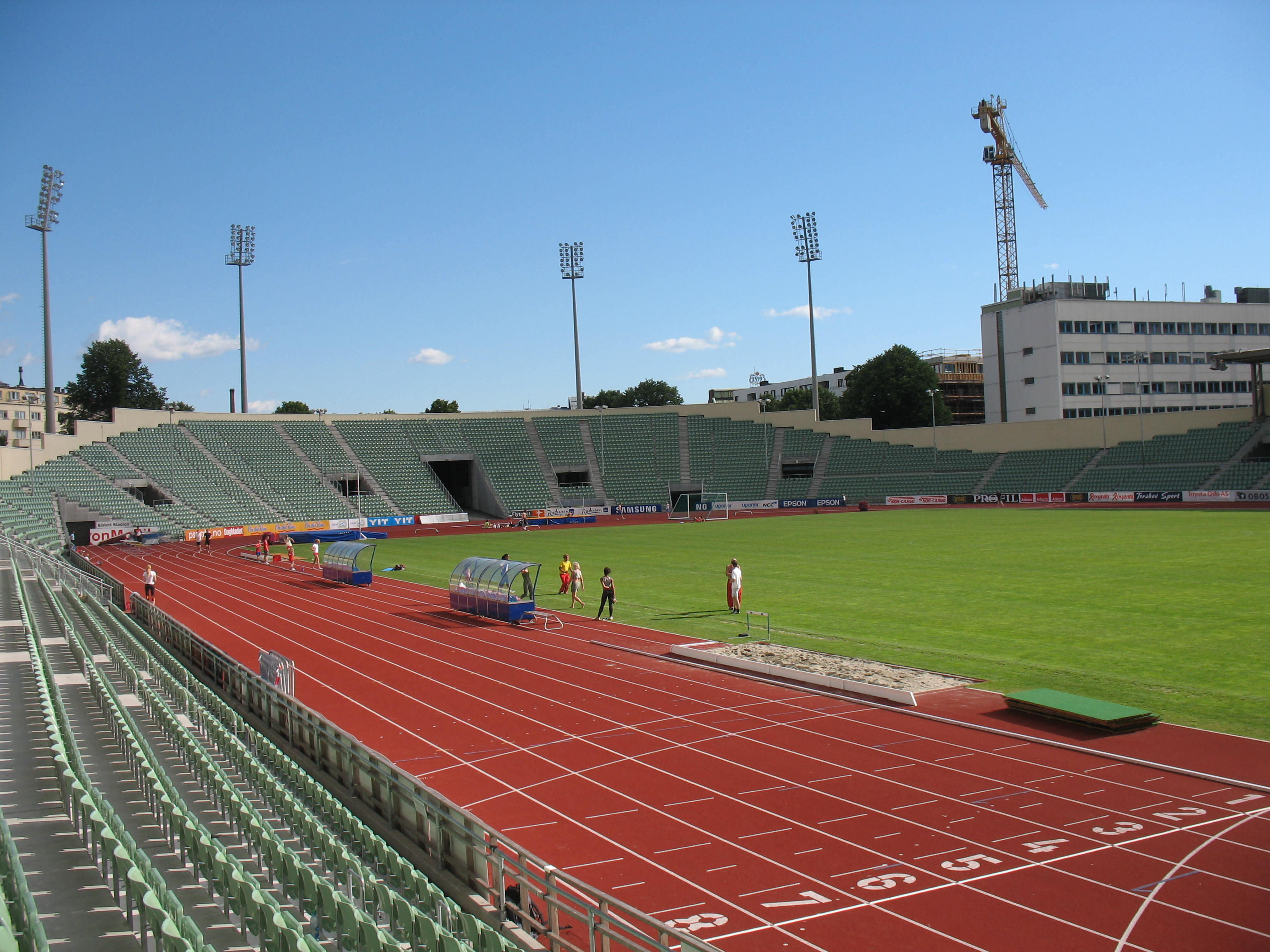
ビスレット・スタディオン

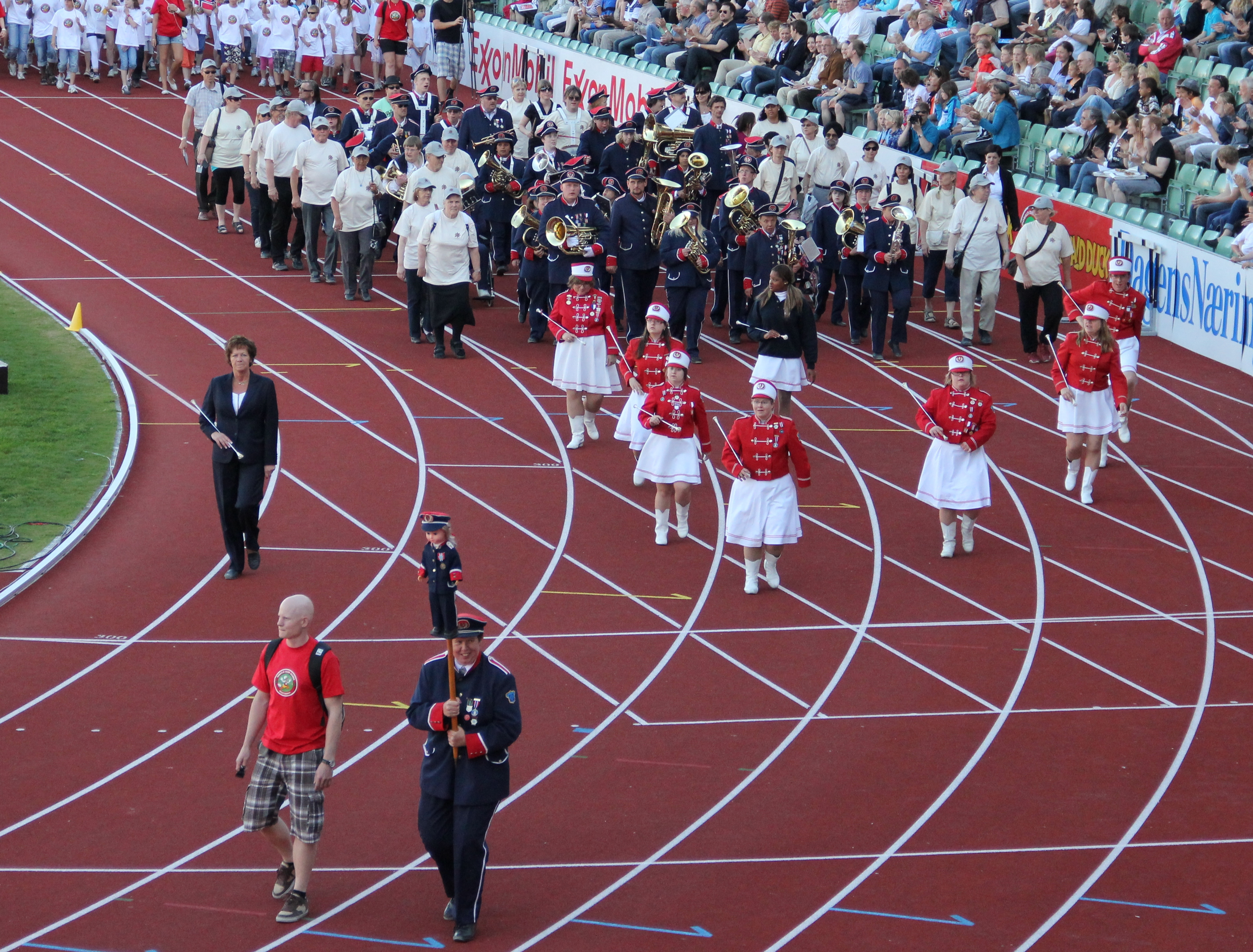
吹奏楽団による演奏が行なわれる

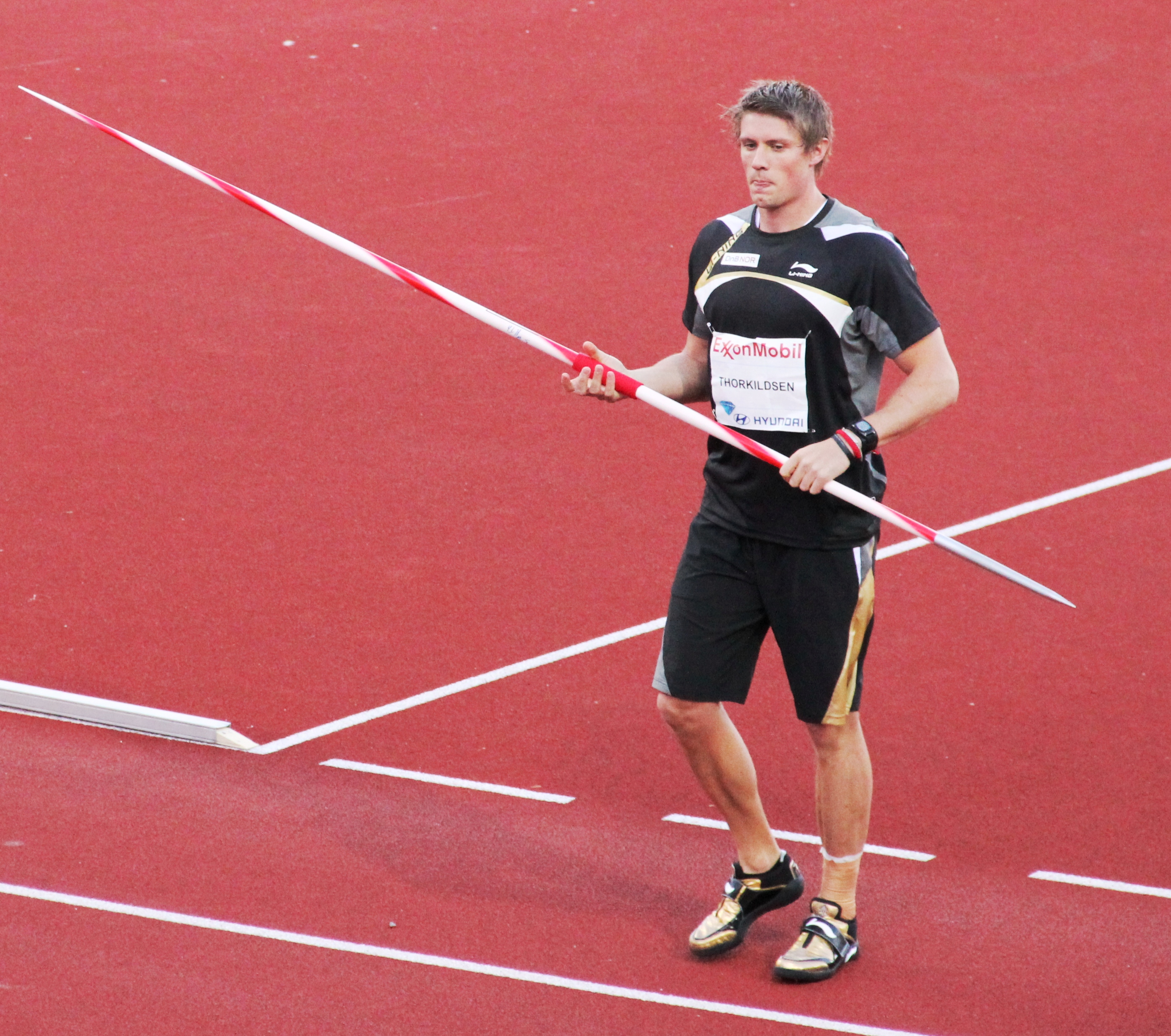
2006、2008、2010年男子やり投優勝。地元ノルウェーのアンドレアス・トルキルドセン

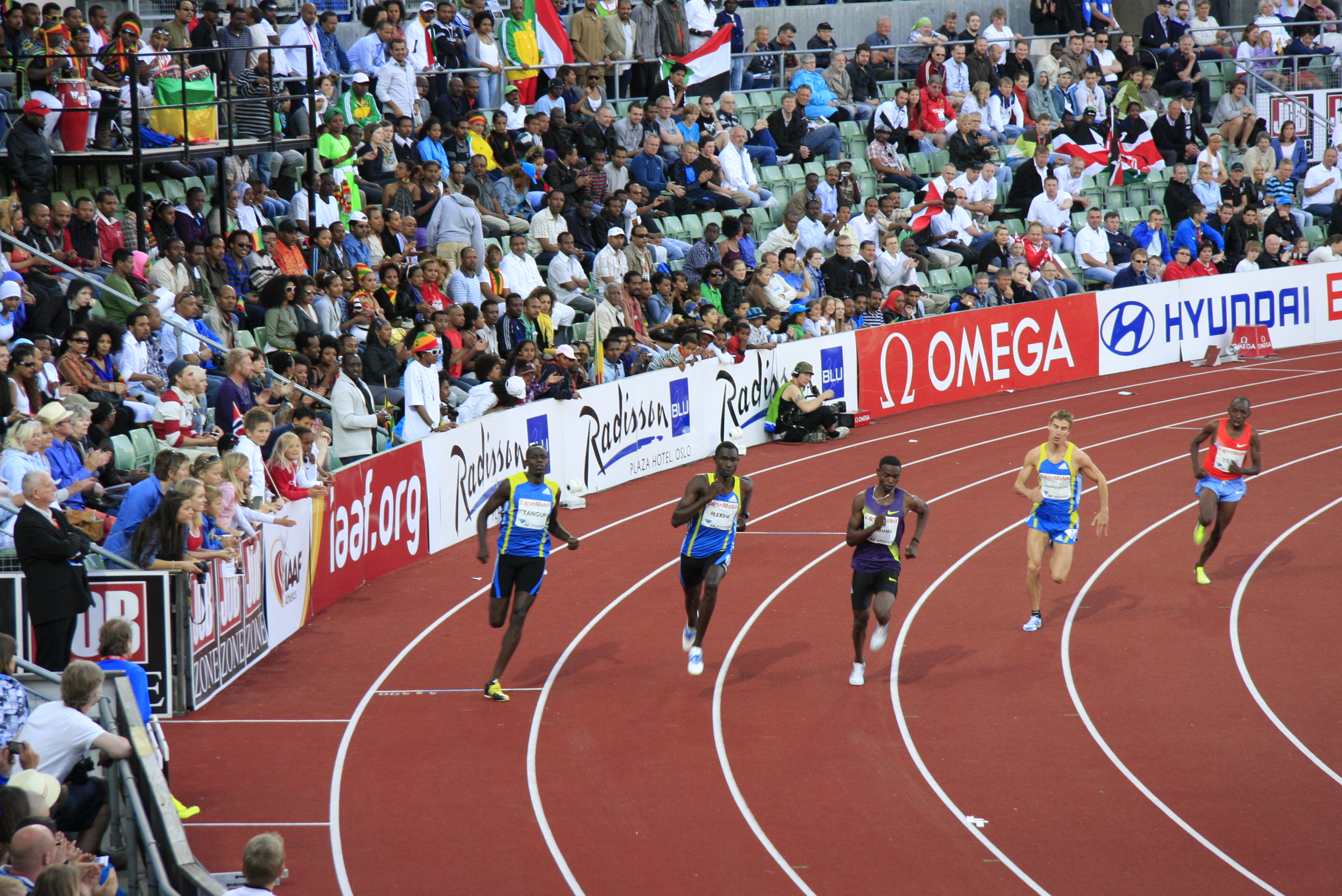
2010年の大会の模様。観客と選手との距離が近い

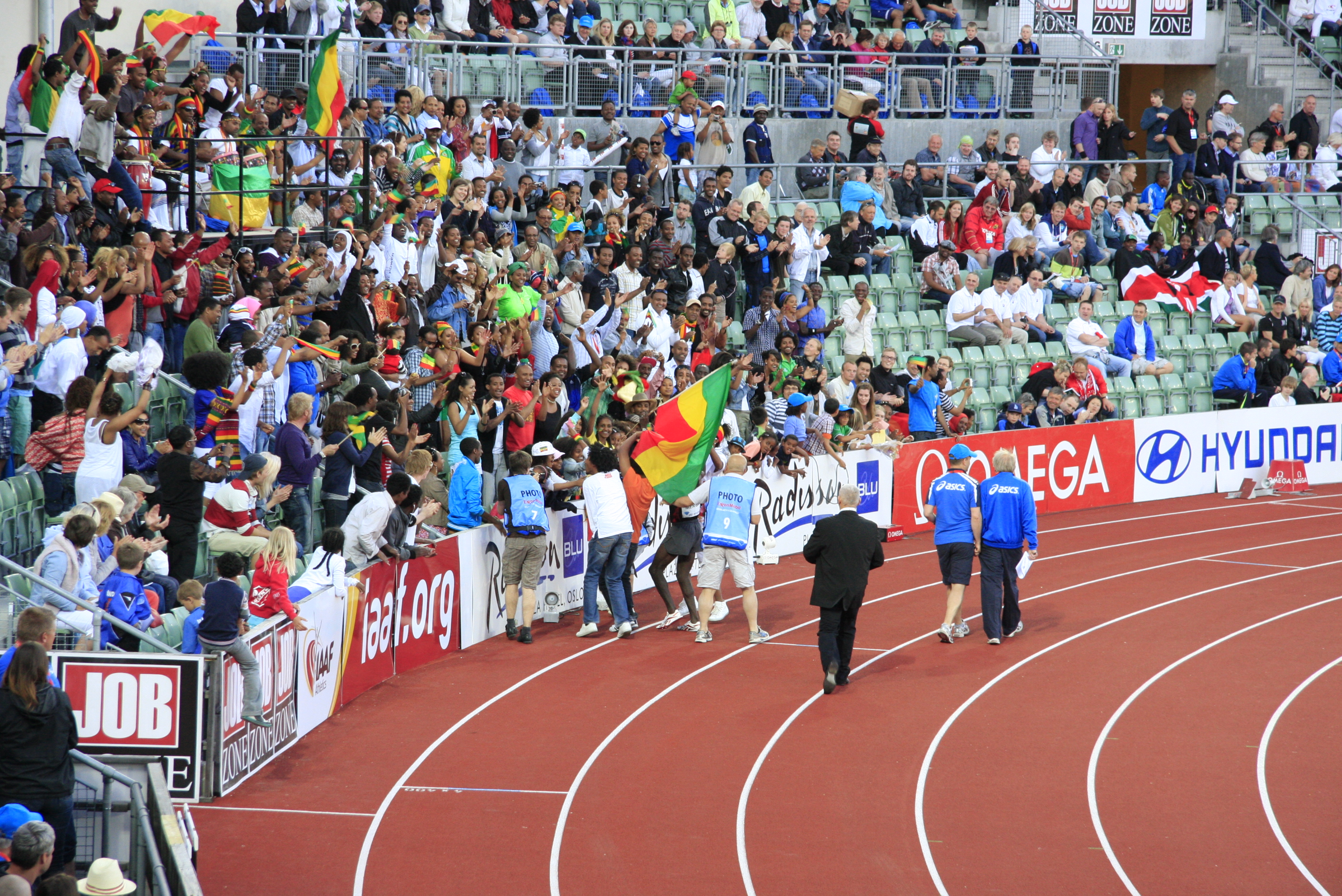
レース後観客と触れ合う選手。国旗の向こう側にいる人物が選手

ビスレットゲームスは多くの世界新記録を誕生させた大会として知られている。過去の開催時期は6月から8月であり、一時期はIAAFゴールデンリーグの開幕戦となっていた。2011年現在、トラック・フィールド合わせて25種目が行なわれ、このうちの17種目がダイヤモンドグランプリに指定されている。夕方から夜にかけて行なわれ、入場料は350クローネからとなっている。選手と観客席の距離が近く、観客の熱心な応援に包まれる。好記録が生まれるため選手からの評価が高い大会である。世界ランキング上位の選手が集まる大会であるためにいずれの種目も人気があるが、中長距離種目が売りであり、とりわけメインイベントの1マイル競走はドリームマイル（Dream Mile）と呼ばれて人々に長く愛されている。
ビスレットゲームズの前身は1924年にオスロで創設された国際大会、アメリカンミーティング（The American Meetings）である。第1回大会には、後にIAAF会長を務めることになるアドリアン・ポーレンが500mの選手として出場している。大会は1937年までアメリカンミーティングの名で行なわれていた。1937年から1965年の間は主催者が入れ替わり、違う名前で大会が行なわれていた。その後1965年になり、ノルウェーの陸上競技クラブチームであるBUL、ヴィダル（Vidar）、Tjalveがビスレット連合を形成。このうちのBUL会長Arne Haukvikにより現在のビスレットゲームズが創設された。Haukvikはノルウェー陸上競技連盟の役員を務めた経験があり、後にオスロ市議会議員となった。Haukvikはビスレットゲームズ前日に自宅へ選手・スポンサー・報道関係者を招いて、伝統的なストロベリーパーティーを催すことで知られていた。Haukvikは2002年癌のためにこの世を去ったが、大会前日のこの慣例は今も続けられている。死去翌年の2003年大会はThe Arne Haukvik Memorial Bislett Gamesとして行なわれた。
1980年代に入った頃、陸上競技の世界に選手のプロ化、大会の賞金レース化の波が押し寄せていた。1985年、IAAFは賞金レースであるIAAFグランプリ（IAAFモービルグランプリ）を創設。この時ビスレットゲームズもその1つに加えられた。1998年のゴールデンリーグ、2010年のダイヤモンドリーグとIAAFの改革を経た後も、ビスレットゲームズは常に最上級の大会として定義され続けている。

### ビスレットスタディオン
これまでに69の世界新記録を生み出す舞台となったビスレット・スタディオンは、ヨーロッパの名競技場として知られる。1922年完成、第二次世界大戦直後の1946年にヨーロッパ陸上競技選手権大会が開催された歴史を持つ。1952年のオスロオリンピックのメインスタジアムとして使用された。オリンピックではアイススケートやフィギュアスケートの会場となり、1925年から1988年までの間は陸上競技場とスケート場の機能を兼ねていた。
旧競技場の収容人数は20000人であり、1994年のビスレットゲームズには18000人の観客を集めている。1999年にスポーツ・イラストレイテッドが発表したSI's Top 20 Venues of the 20th Centuryによると、ビスレット・スタディオンはヤンキースタジアム、オーガスタ・ナショナル・ゴルフクラブ、ボストンマラソンのコースなどと並び、20世紀を代表するスポーツ開催会場として高い評価を受けた競技場である。しかし20世紀の終わりに差しかかると競技場の老朽化が著しくなり、また6本のレーンしか持たないなどIAAFが求める規格（Construction Category I）に沿わなくなっていた。
ビスレット･スタディオンの改築が決定し、旧競技場は2003年6月27日のビスレットゲームズで幕を下ろした。改築中の2004年はベルゲン・ビスレットゲームズとしてベルゲンのファナ・スタディオン（Fana Stadion）で行なわれ、翌2005年7月29日のビスレットゲームズが完成した新しいビスレット･スタディオンのこけら落しとなった。

### ビスレットゲームズと日本
ビスレットゲームズは日本の陸上競技とも関係が深い。これまでに多くの日本人選手が出場しており、小山隆治、石井隆士、増田明美、新宅雅也らがこの大会で日本新記録を樹立した。また朝原宣治が2001年に100m日本歴代2位となる10秒02を記録した大会でもある。かつてこの大会に出場した宗茂・宗猛兄弟は、ビスレットゲームズが持つ選手と観客の密接な距離感、大会の雰囲気に魅かれた。2人はこの時の体験をゴールデンゲームズinのべおかの運営に取り入れている。

## 世界記録
前身を含め、ビスレットゲームズは多くの世界記録を誕生させた。最近では2008年にティルネシュ・ディババが女子5000m14分11秒15の世界新記録を樹立している。1996年の男子200mでフランク・フレデリクスが優勝を飾り、マイケル・ジョンソンの200m連勝記録を21で止めた大会でもある。

### ビスレットゲームズ（1965年-）
| 年   | 種目         | 記録       | 氏名                           | 国籍             | 備考   |
| ---- | ------------ | ---------- | ------------------------------ | ---------------- | ------ |
| 2021 | 400mハードル | 46秒70     | カールステン・ワーホルム       | ノルウェー       |        |
| 2008 | 5000m        | 14分11秒15 | ティルネシュ・ディババ         | エチオピア       | [ 25 ] |
| 2007 | 5000m        | 14分16秒63 | メセレト・デファー             | エチオピア       | [ 26 ] |
| 2004 | 5000m        | 14分24秒68 | エルバン・アベイレゲッセ       | トルコ           | [ 27 ] |
| 2000 | やり投       | 69m48      | トリネ・ハッテスタート         | ノルウェー       | [ 28 ] |
| 1997 | 10000m       | 26分31秒32 | ハイレ・ゲブレセラシェ         | エチオピア       | [ 29 ] |
| 1994 | 10000m       | 26分52秒23 | ウィリアム・シゲイ             | ケニア           | [ 30 ] |
| 1993 | 10000m       | 26分58秒38 | ヨベス・オンディエキ           | ケニア           | [ 31 ] |
| 1992 | やり投       | 94m74      | ヤン・ゼレズニー               | チェコスロバキア | [ 32 ] |
| 1986 | 10000m       | 30分13秒74 | イングリッド・クリスチャンセン | ノルウェー       | [ 33 ] |
| 1985 | 1マイル      | 3分46秒32  | スティーブ・クラム             | イギリス         | [ 34 ] |
| 1985 | 5000m        | 13分00秒40 | サイド・アウィータ             | モロッコ         |        |
| 1985 | 10000m       | 30分59秒42 | イングリッド・クリスチャンセン | ノルウェー       | [ 33 ] |
| 1984 | 5000m        | 14分58秒89 | イングリッド・クリスチャンセン | ノルウェー       | [ 35 ] |
| 1982 | 5000m        | 13分00秒41 | デビッド・ムーアクロフト       | イギリス         | [ 36 ] |
| 1981 | 1000m        | 2分12秒81  | セバスチャン・コー             | イギリス         |        |
| 1980 | 1マイル      | 3分48秒8   | スティーブ・オベット           | イギリス         | [ 37 ] |
| 1979 | 800m         | 1分42秒33  | セバスチャン・コー             | イギリス         |        |
| 1975 | 3000m        | 8分46秒6   | グレテ・ワイツ                 | ノルウェー       |        |
| 1975 | 3000mSC      | 8分10秒4   | アンデルス・ヤーデルード       | スウェーデン     |        |
| 1974 | 1000m        | 2分13秒9   | リック・ウォールヒューター     | アメリカ合衆国   |        |
| 1965 | 10000m       | 27分39秒4  | ロン・クラーク                 | オーストラリア   |        |

### 1937-1965年
| 年   | 種目       | 記録          | 氏名                                        | 国籍                    |
| ---- | ---------- | ------------- | ------------------------------------------- | ----------------------- |
| 1964 | やり投     | 87m12 & 91m72 | テリエ・ペデルセン                          | ノルウェー              |
| 1955 | 1500m      | 3分40秒8      | ターボリ・ラースロー グンナール・ニールセン | ハンガリー · デンマーク |
| 1955 | 3000mSC    | 8分45秒4      | Pentti Karvonen                             | フィンランド            |
| 1953 | ハンマー投 | 62m36         | スベレ・ストランドリ                        | ノルウェー              |
| 1952 | ハンマー投 | 61m25         | スベレ・ストランドリ                        | ノルウェー              |

### アメリカンミーティング（1924-1937年）
| 年   | 種目         | 記録  | 氏名                   | 国籍           |
| ---- | ------------ | ----- | ---------------------- | -------------- |
| 1936 | 110mハードル | 13秒7 | フォレスト・タウンズ   | アメリカ合衆国 |
| 1935 | 110mハードル | 14秒2 | アルビン・モロー       | アメリカ合衆国 |
| 1934 | 砲丸投       | 17m40 | ジャック・トランス     | アメリカ合衆国 |
| 1934 | 円盤投       | 52m42 | ハラルド・アンデルソン | スウェーデン   |
| 1925 | 棒高跳       | 4m23  | チャールズ・ホフ       | ノルウェー     |
| 1924 | 110mハードル | 14秒2 | パーシー・ビアド       | アメリカ合衆国 |

## 大会記録

### 男子
| 種目                   | 記録              | 氏名                             | 国籍             | 年月日        | 備考                     |
| ---------------------- | ----------------- | -------------------------------- | ---------------- | ------------- | ------------------------ |
| 100m                   | 9秒79 (+0.6 m/s)  | ウサイン・ボルト                 | ジャマイカ       | 2012年6月7日  |                          |
| 200m                   | 19秒77 (+0.6 m/s) | エリヨン・ナイトン               | アメリカ合衆国   | 2023年6月15日 | 2023年ビスレットゲームズ |
| 400m                   | 43秒86            | マイケル・ジョンソン             | アメリカ合衆国   | 1995年7月21日 | [ 38 ]                   |
| 800m                   | 1分42秒04         | デイヴィッド・レクタ・ルディシャ | ケニア           | 2010年6月4日  | [ 39 ]                   |
| 1000m                  | 2分12秒18         | セバスチャン・コー               | イギリス         | 1981年7月11日 | [ 40 ]                   |
| 1500m                  | 3分27秒95         | ヤコブ・インゲブリクトセン       | ノルウェー       | 2023年6月15日 | 2023年ビスレットゲームズ |
| 1マイル                | 3分44秒90         | ヒシャム・エルゲルージ           | モロッコ         | 1997年7月4日  | [ 41 ]                   |
| 2000m                  | 4分50秒01         | ヤコブ・インゲブリクトセン       | ノルウェー       | 2020年6月11日 |                          |
| 3000m                  | 7分27秒42         | ハイレ・ゲブレセラシェ           | エチオピア       | 1998年7月9日  | [ 38 ]                   |
| 2マイル                | 8分15秒2          | ロッド・ディクソン               | ニュージーランド | 1979年7月17日 |                          |
| 5000m                  | 12分36秒73        | ハゴス・ゲブリウェト             | エチオピア       | 2024年5月30日 |                          |
| 6マイル                | 26分47秒0         | ロン・クラーク                   | オーストラリア   | 1965年7月14日 |                          |
| 10000m                 | 26分31秒32        | ハイレ・ゲブレセラシェ           | エチオピア       | 1997年7月4日  | [ 38 ]                   |
| 110mハードル           | 13秒00 (0.0 m/s)  | ラッジ・ドゥクレ                 | フランス         | 2005年7月29日 |                          |
| 400mハードル           | 46秒70            | カールステン・ワーホルム         | ノルウェー       | 2021年7月1日  |                          |
| 2000mSC                | 5分20秒00         | Krzysztof Wesołowski             | ポーランド       | 1984年6月28日 |                          |
| 3000mSC                | 8分01秒83         | ポール・キプシエレ・コエチ       | ケニア           | 2011年6月9日  |                          |
| 走高跳                 | 2m38              | ムタズ・エサ・バルシム           | カタール         | 2017年6月15日 |                          |
| 棒高跳                 | 6m00              | ティム・ロビンガー               | ドイツ           | 1999年6月30日 | [ 42 ]                   |
| 走幅跳                 | 8m53 (+0.9 m/s)   | イルビング・サラディノ           | パナマ           | 2006年6月2日  |                          |
| 三段跳                 | 18m01 (+0.4 m/s)  | ジョナサン・エドワーズ           | イギリス         | 1998年7月9日  | [ 38 ]                   |
| 砲丸投                 | 22m29             | トーマス・ウォルシュ             | ニュージーランド | 2018年6月7日  | [ 43 ]                   |
| 円盤投                 | 70m51             | ウィルギリウス・アレクナ         | リトアニア       | 2007年6月15日 | [ 44 ]                   |
| ハンマー投             | 81m14             | ユーリー・タム                   | エストニア       | 1985年7月16日 | [ 38 ]                   |
| やり投                 | 94m22 (旧規格)    | ミハエル・ウェッシング           | 西ドイツ         | 1978年8月3日  |                          |
| やり投                 | 94m74 (現行)      | ヤン・ゼレズニー                 | チェコスロバキア | 1992年7月4日  | [ 38 ] [ 45 ] [ 46 ]     |
| 5000m競歩              | 20分27秒0+        | Erling Andersen                  | ノルウェー       | 1979年8月3日  |                          |
| 10000m競歩             | 40分50秒0         | Erling Andersen                  | ノルウェー       | 1979年8月3日  |                          |
| 20000m競歩             | 1時間27分56秒8    | Erling Andersen                  | ノルウェー       | 1981年8月23日 |                          |
| 30000m競歩             | 2時間35分45秒6    | Tore Brustad                     | ノルウェー       | 1970年7月20日 |                          |
| 50000m競歩             | 4時間42分10秒0    | Per Ola Sverre                   | ノルウェー       | 1974年8月9日  |                          |
| + は途中計時による記録 |                   |                                  |                  |               |                          |

### 女子
| 種目         | 記録              | 氏名                             | 国籍             | 年月日        | 備考   |
| ------------ | ----------------- | -------------------------------- | ---------------- | ------------- | ------ |
| 100m         | 10秒82 (-0.5 m/s) | マリオン・ジョーンズ             | アメリカ合衆国   | 1998年7月9日  | [ 38 ] |
| 200m         | 21秒93 (+0.7m/s)  | ダフネ・シパーズ                 | オランダ         | 2016年6月9日  |        |
| 400m         | 49秒23            | タタナ・コツェンボバ             | チェコスロバキア | 1983年8月23日 | [ 47 ] |
| 400m         | 49秒23            | サーニャ・リチャーズ             | アメリカ合衆国   | 2009年7月3日  | [ 47 ] |
| 800m         | 1分55秒04         | ヤルミラ・クラトフビロバ         | チェコスロバキア | 1983年8月23日 | [ 38 ] |
| 1500m        | 3分57秒40         | スージー・フェイバー＝ハミルトン | アメリカ合衆国   | 2000年7月28日 | [ 38 ] |
| 1マイル      | 4分17秒25         | ソニア・オサリバン               | アイルランド     | 1994年7月22日 | [ 38 ] |
| 3000m        | 8分27秒21         | ガブリエラ・サボー               | ルーマニア       | 1999年6月30日 | [ 38 ] |
| 5000m        | 14分11秒15        | ティルネシュ・ディババ           | エチオピア       | 2008年6月6日  | [ 38 ] |
| 10000m       | 30分13秒74        | イングリッド・クリスチャンセン   | ノルウェー       | 1986年7月5日  | [ 38 ] |
| 100mハードル | 12秒49 (0.7 m/s)  | サリー・ピアソン                 | オーストラリア   | 2012年6月28日 |        |
| 400mハードル | 53秒18            | デオン・ヘミングス               | ジャマイカ       | 1997年7月4日  | [ 38 ] |
| 3000mSC      | 9分07秒14         | ミルカ・チェモス・チェイワ       | ケニア           | 2012年6月7日  |        |
| 走高跳       | 2m05              | ステフカ・コスタディノヴァ       | ブルガリア       | 1987年7月4日  | [ 48 ] |
| 棒高跳       | 4m85              | エレーナ・イシンバエワ           | ロシア           | 2007年6月15日 | [ 38 ] |
| 走幅跳       | 7m29              | ハイケ・ドレクスラー             | ドイツ           | 1994年7月22日 | [ 49 ] |
| 三段跳       | 15m11 (+0.1 m/s)  | ヤミレ・アルダマ                 | キューバ         | 2003年6月27日 | [ 38 ] |
| 砲丸投       | 20m26             | バレリー・アダムス               | ニュージーランド | 2011年6月9日  |        |
| 円盤投       | 69m78             | ツベタンカ・フリストワ           | ブルガリア       | 1986年7月5日  | [ 50 ] |
| やり投       | 76m34 (旧規格)    | ファティマ・ウィットブレッド     | イギリス         | 1987年7月4日  | [ 38 ] |
| やり投       | 69m48 (現行)      | トリネ・ハッテスタート           | ノルウェー       | 2000年7月28日 | [ 51 ] |
| 3000m競歩    | 13分45秒7         | Frøydis Hilsen                   | ノルウェー       | 1981年8月21日 |        |
| 5000m競歩    | 22分59秒6         | Anita Blomberg                   | ノルウェー       | 1988年6月17日 |        |